# Sint Gerardus Majellaziekenhuis

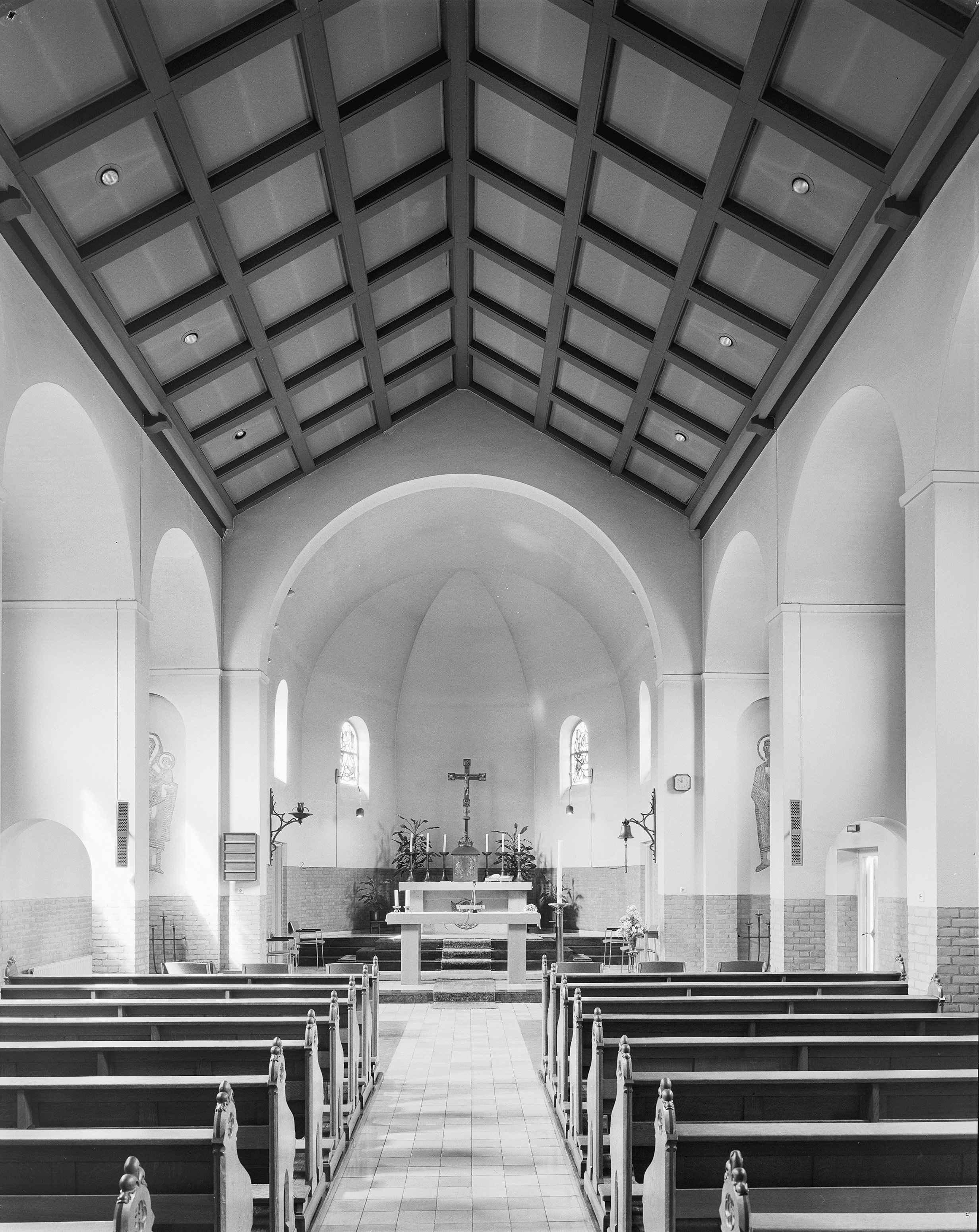
Kapel van het Gerardusziekenhuis in Hengelo

Het Sint Gerardus Majellaziekenhuis is een voormalig ziekenhuis in Hengelo. Het rooms-katholieke ziekenhuis, was gewijd aan Sint Gerardus Majella. De verpleging was van oudsher in handen van de Zusters van Julie Postel.
In de jaren tachtig fuseerde het met het Julianaziekenhuis (eveneens in Hengelo) tot het Streekziekenhuis Midden-Twente (SMT).
Zodra de fusie een feit was, werd besloten het ziekenhuis op één locatie te concentreren.
Enkele jaren later werd bij de locatie Julianaziekenhuis een nieuw gebouw neergezet. De locatie Gerardus Majellaziekenhuis sloot september 1990 haar deuren en werd volledig gesloopt. Op het terrein staan nu woningen.